# Liste der Monuments historiques in Chantonnay
Die Liste der Monuments historiques in Chantonnay führt die Monuments historiques in der französischen Gemeinde Chantonnay auf.

## Liste der Bauwerke
| Bezeichnung                     | Beschreibung                  | Standort | Kennzeichnung | Schutzstatus | Datum | Bild           |
| ------------------------------- | ----------------------------- | -------- | ------------- | ------------ | ----- | -------------- |
| Manoir de Ponsay mit Taubenturm | Erbaut ab dem 14. Jahrhundert | (Lage)   | PA00110303    | Inscrit      | 1991  | weitere Bilder |

## Liste der Objekte
- Monuments historiques (Objekte) in Chantonnay in der Base Palissy des französischen Kultusministeriums